# 鬼 (クリープハイプの曲)
「鬼」（おに）は、クリープハイプのメジャー10枚目のシングル。2016年8月10日にユニバーサルミュージックジャパンより発売された。初回限定盤には特典DVDが付属。

## 制作
表題曲「鬼」は、日本テレビ系日曜ドラマ『そして、誰もいなくなった』の主題歌として書き下ろされた楽曲で、クリープハイプの楽曲では初の連続ドラマ主題歌となる。後に、同局で放送されているバラエティ番組『千鳥かまいたちアワー』でも当楽曲が使用されている。
ミュージックビデオは、アルバム『世界観』の初回限定盤DVDに収録される短編映画『ゆーことぴあ』より抜粋した映像になっており、「百八円の恋」以来、約1年半ぶりに松居大悟が監督を務め、My Hair is Badの椎木知仁が出演している。

## 収録曲

### CD
| #         | タイトル                                                         | 作詞・作曲     | 時間 |
| --------- | ---------------------------------------------------------------- | -------------- | ---- |
| 1.        | 「鬼」(日本テレビ系日曜ドラマ『そして、誰もいなくなった』主題歌) | 尾崎世界観     | 3:41 |
| 2.        | 「炭、酸々」                                                     | 尾崎世界観     | 3:04 |
| 3.        | 「買いもの」                                                     | 長谷川カオナシ | 2:20 |
| 合計時間: | 合計時間:                                                        | 合計時間:      | 9:05 |

### 初回限定盤DVD
- 「尾崎世界観脱退～そして、尾崎はいなくなる～」約60分 - ティザー映像